# Sveriges gränsförändringar

Sverige vid tidpunkten för dess största utbredning 1658. Territorier erövrade sedan 1561 markerade i avvikande ljusgrönt.

Så här ser skyltarna ut som markerar Sverige vid gränsen idag

Detta är en översikt över Sveriges gränsförändringar genom historien, räknat från kung Inge den äldres tid vid makten under slutet av 1000-talet.
Under tronstriderna mellan de Sverkerska och Erikska ätterna 1156–1234 var Sverige vid flera tillfällen splittrat mellan rivaliserande kungar.

## BohuslänochDalsland(Dal ochMarkerna)
- Gränsen mellan Västergötland och Dalsland (Dal och Markerna), respektive Bohuslän och Østfold, drogs från Åkerströmsån söder om Trollhättefallen till Norra Kornsjön, sydöst om Idefjorden.[när?][källa behövs]
- Markerna; nordvästra Dalsland, sydvästra Värmland och nordöstra Østfold, utgjorde under tidig medeltid glesbefolkat gränsland utan bestämda bygder. Kyrkans sockenindelningar kom att förtydliga gränsen.[källa behövs]
- Den första gränsregleringen mellan Sverige och Norge ägde rum på 1260-talet mellan Valdemar Birgersson (ca 1240–1302) och Magnus Lagaböter (1238–1280). Det äldsta daterade dokumentet är från 1273.[källa behövs]
- Bohuslän med Skårdals skate i Västergötland tillföll Sverige 1658 (freden i Roskilde).

## ÖvrigaGötalandsamt Värmland
- Den första gränsuppgörelsen mellan Sverige och Danmark finns återgiven i Äldre Västgötalagen från 1280-talet. Där räknas sex gränsstenar från 1050-talet upp: Suntru å, Danabäck, Kinna sten, Vraksnäs, Vita sten och Brömse sten. De fem förstnämnda tros ha legat mellan Västergötland och Halland, medan den sjätte antas ha legat vid Brömsebäck mellan Småland och Blekinge.
- Utlanden i Västergötland har varit kontrollerade av Sverige sedan omkring 1250-talet (områdets besittning och historik dessförinnan är oklar och källorna få).
  - Svenska Hisingen i Västergötland, norr om Göta älv, blir Svenskt genom överenskommelse mellan Kung Håkon och Birger Jarl 1257.[1]
- Islänningasagor, fornaldarsagor, runstenar och kyrkokonst visar på tidigt medeltida norskt inflytande i Värmland.[när?]
- Vid indelningen i stift, åtminstone från 1100-talet, samt lagsagor och slottslän från 1200-talet hörde Värmland till Sverige.[källa behövs]
- Skåne, Halland och Blekinge avträddes till Magnus Eriksson (1316–1374) av Danmark 1343, vilket bekräftades av påven 1347. Valdemar Atterdag återerövrade landskapen 1360.
- När Magnus Eriksson (1316–1374) dog vägrade sonen, Norges kung Håkan Magnusson (1340–1380) att återlämna faderns underhållsländer till Sverige. De omfattade Västergötland, Dalsland och Värmland, d.v.s. motsvarande dåvarande Skara stift.
- Vid  freden i Knäred 1613 efter Kalmarkriget pantsattes sex härader i Västergötland till Danmark i Älvsborgs lösen. Häraderna var Sävedal, inklusive Svenska Hisingen, dvs det senare Östra Hisings härad; Askim; Bollebygd; Ale; Vättle och Flundre. 1619 löstes panten.
- Halland tillföll Sverige på 30 år 1645 (freden i Brömsebro). 1658 tillföll Halland Sverige för gott (freden i Roskilde).
- Skåne och Blekinge tillföll Sverige 1658 (freden i Roskilde).

## NorraSvealandochNorrland
- Snorre Sturlason beskriver i Heimskringla att Hälsingland och Jämtland var skattskyldigt till Olof Skötkonung i bestämmelse med Olof den helige. Då gick landgränsen från "Eidaskog" (ungefär vid nutida Eidskogs kommun) till Kölen.
- Snorre skriver vidare att Jämtland tillföll Öystein Magnusson.
- 1178 vid Slaget på Storsjöns is underkuvades de då självständiga av Sverre Sigurdsson. Historia Norwegiæ (från cirka år 1210) beskriver Norge som angränsande Jämtland, dock utan klarhet om Jämtland som självständigt eller under norskt eller svenskt välde.
- Håkon Magnusson refererar till Jämtland som den östra delen av sitt rike (1299–1319).
- I Nöteborgstraktaten 1323 fastställdes Pyhäjoki älv i Österbotten som gräns mellan Sverige och Republiken Novgorod, medan förhållandena på den västra sidan om Bottenviken förblev oklara. I slutet av 1400-talet hävdade moskoviterna att gränsen gick tvärs över Bottenviken till Bjuröklubb, samt därifrån till Torneå, Kemi och Rovaniemi.
- Som en följd av freden i Teusina med Ryssland 1595 blev Norrbotten och Lappland erkänt svenska. Från 1520-talet skattlades lappmarkerna av kronan: Pite, Lule och Torne lappmark. I samband med Gustav Vasas begravning 1560 fick Lappland landskapssigill och landskapsvapen.
- Idre och Särna socknar i Dalarna tillföll Sverige 1645 (freden i Brömsebro).
- Jämtland och Härjedalen tillföll Sverige 1645 (freden i Brömsebro).
- Från Dalarna till Lappland, respektive från norra Hedmark till Finnmark, följer gränsen sedan 1660 (freden i Köpenhamn) vattendelaren längs den skandinaviska fjällkedjan (undantaget att en stor del av norska Lierne kommun ligger öster om vattendelaren).
- 1751 fastställdes gränsen från Idre och Särna, respektive Røros i Sør-Trøndelag fylke i söder till Sør-Varanger i Finnmark i nordost (Strömstadstraktaten).
  - Till dess hade Sverige skatteanspråk i Varanger lappmark i Finnmark.[källa behövs]

## Finland
- 1360 förklarade Magnus Eriksson att Finland var en jämställd del av Sverige.[källa behövs]
- Gränsen mellan Sverige och Ryssland försköts flera gånger med anledning av fredsslut efter de olika krigen.
- 1809 tillföll Finland Ryssland (freden i Fredrikshamn). Även delar av Lappland och Västerbotten, som dittills aldrig hade räknas till Finland, avträddes till Ryssland och kom att ingå i det ryska Storfurstendömet Finland.

## ÖlandochGotland
- Wulfstan nämner Öland och Gotland (första gången de nämns i skrift) som "tillhörande Svearna".
- Snorre Sturlason beskriver i Heimskringla Öland och Gotland som en del av "Sveaväldet", och ett gemensamt biskopsdöme.
- 1361 ockuperades Öland av Valdemar Atterdag (troligen 1321–1375).
- Gotland var tidvis svenskt under medeltiden men tillhörde under långa tider Danmark, tills det slutligen tillföll Sverige 1645 (freden i Brömsebro).
- Gotland besattes av danska trupper under skånska kriget 1675–1679.
- Gotland ockuperades av Ryssland under finska kriget 1808–1809, men återerövrades innan krigsslutet.